# Common Intermediate Format
Pour les articles homonymes, voir CIF.

Comparaison entre les formats CIF et le format D1.

CIF, abréviation de Common Intermediate Format, est une définition standardisée d'image numérique définie par l'Union internationale des télécommunications (ITU) : 352 × 288 pixels.
| Abréviation                  | Définition (en pixels) | Utilisé pour |
| ---------------------------- | ---------------------- | ------------ |
| SQCIF (Sous-Quart de CIF)    | 128 × 96               |              |
| QCIF (Quart de CIF)          | 176 × 144              | H.261        |
| CIF                          | 352 × 288              | H.261        |
| 4CIF (4 × CIF)               | 704 × 576 (702x576)    |              |
| D1                           | 720 x 576              |              |
| 9CIF (9 × CIF)               | 1056 × 864             |              |
| Full high definition (1080p) | 1920 x 1080            |              |
| 16CIF (16 × CIF)             | 1408 × 1152            |              |

Le format 1080p est utilisé en tant que format CIF mais pour la haute définition.